# Наружные межрёберные мышцы
Наружные межрёберные мышцы (лат. Musculi intercostales externi) — глубокие мышцы груди.
Начинаются от нижних краёв рёбер, спереди от борозды ребра. Направляются косо вниз и кпереди. Прикрепляются на верхних краях нижележащих рёбер. В области хрящевой части отсутствуют, здесь они замещаются наружной межрёберной перепонкой (лат. Membrana intercostalis externa). В задних отделах грудной стенки они прилегают к мышцам, поднимающим рёбра.

## Функция
Поднимают рёбра и расширяют грудную клетку. Являются мышцами вдоха, которые действуют при обычном спокойном дыхании.